# NGC 2472
NGC 2472 é uma galáxia espiral (S?) localizada na direcção da constelação de Lynx. Possui uma declinação de +56° 42' 04" e uma ascensão recta de 7 horas, 58 minutos e 41,7 segundos.
A galáxia NGC 2472 foi descoberta em 20 de Fevereiro de 1851 por William Parsons.